# Cantó de Bonnétable
El cantó de Bonnétable és un cantó francès del departament de Sarthe, situat al districte de Mamers. Té 8 municipis i el cap es Bonnétable.

## Municipis
- Bonnétable
- Briosne-lès-Sables
- Courcival
- Jauzé
- Nogent-le-Bernard
- Rouperroux-le-Coquet
- Saint-Georges-du-Rosay
- Terrehault

## Història
| Data d'elecció                           | Identitat         | Partit                               | Qualitat |
| ---------------------------------------- | ----------------- | ------------------------------------ | -------- |
| 1951-1973                                | Albert Dhénin     | radical                              |          |
| 1973-1982                                | Marcel Vigneron   | divers gauche, després Divers droite |          |
| 1982-1988                                | André Boyer       | Divers droite                        |          |
| 1988-1994                                | Abraham Cimerman  | PS                                   |          |
| 1994-2001                                | Maurice Bâcle     | Divers droite                        |          |
| 2001-2008                                | Yvon Marzin       | Divers gauche                        |          |
| 2008-                                    | Jean-Pierre-Vogel | UMP                                  |          |
| les dades anteriors no són pas conegudes |                   |                                      |          |
|                                          |                   |                                      |          |

## Demografia
| A partir de 1990: Població sense dobles comptes |